# William Herbert
William Herbert (12 de gener de 1778 – 28 de maig de 1847) va ser un botànic, poeta, i clergue anglès. Va servir com a Membre del Parlament per Hampshire de 1806 a 1807, i per Cricklade de 1811 a 1812.
Va cursar els seus estudis de grau de Bachelor of Arts en el 1798 en el Col·legi d'Exeter, Oxford; després un Master of Arts en el 1802, al Morton College, i, el 1808, diplomes en Dret penal i en civil. I es va fer Dean de Manchester, en el 1840.
Va ser el tercer fill de Lord Porchester, i pare de Henry William Herbert.

## Obra
- Musae Etonensis. 1795. editor
- Select Icelandic Poetry. 1804-6 (Poesia Selecta Islandesa)
- Amaryllidaceae, an attempt to arrange the Monocotyledonous Orders (Amaryllidaceae, un intent de compondre els ordres de les Monocotiledóneas). 1837
- Attila, Or The Triumph of Christianity (1838) (Àtila, o el Triomf de la Cristiandat). 1838
- Crocuses. 1847
- History of the Species of Crocus
- Collected Works. 1842

## Honors

### Reconeixement
La International Bulb Society atorga la Medalla Herbert a les persones que fan meritori reconeixement en l'avanç del coneixement de les plantes bulboses. La mateixa Societat edita la revista especialitzada en botànica, horticultura i recursos genètics de plantes bulbosas anomenada Herbertia, en honor de William Herbert, precursor d'aquests tipus d'estudis.

### Epònims
En el seu honor es nomena el gènere Herbertia Sweet (1783-1835)